# Setsuko Hara
Setsuko Hara (原 節子 Hara Setsuko, född Aida Masae (会田 昌江)) född 17 juni 1920, död 5 september 2015, var en japansk skådespelare känd från bland annat Föräldrarna (1953) och Blue mountains (1949).

## Barndom
Hara föddes i juni 1920 i Yokohama, Kanagawa, Japan, och fick namnet Masae Aida. Hon bytte namn till Setsuko Hara när hon började arbeta som skådespelare vid 15 års ålder. När hon var yngre ville hon bli lärare, men hennes familj hade inte råd med lärarutbildningen. Istället gav hon sig in i filmbranschen. Hon började jobba för Nikkatsu Studios, uppmuntrad och pådriven av sin svåger, regissör Hisatora Kumagai.

## Karriär
Hara debuterade 1935, 15 år gammal, i filmen ためらふ勿れ若人よ (tamerafu nakare wakōdo yo, Tveka inte ungdomar!). I filmen spelade hon en skolflicka i sjömanskostym och flätor. Två år senare, 1937, blev hon känd i hela Japan tack vare filmen Die tochter des samurai (Samurajens dotter). Filmen var en samproduktion mellan Japan och Nazityskland för att fira Antikominternpakten och gjorde stor succé även i Tyskland. Hara turnerade runt i Tyskland med filmen.
Under resten av andra världskriget porträtterade hon många tragiska hjältinnor med orubblig pliktkänsla i propagandaliknande filmer som uppmuntrade sina manliga släktingar att delta i krigsinsatserna. Japan Society har publicerat en artikelserie om Haras och kollegan Shirley Yamaguchis (1920–2014) filmer under kriget.
Hara var en väldigt privat person och har aldrig offentligt kommenterat det arbete hon gjorde under kriget.
Efter andra världskriget, då Japan var ockuperat av USA, användes filmen för att förankra de amerikanska idéer som de ville införa (så som jämställdhet mellan könen) hos den japanska befolkningen. Hara fick nu roller som feministisk demokratiförkämpe och kvinnosakskvinna, exempelvis 1946 i filmen No regrets for our youth.

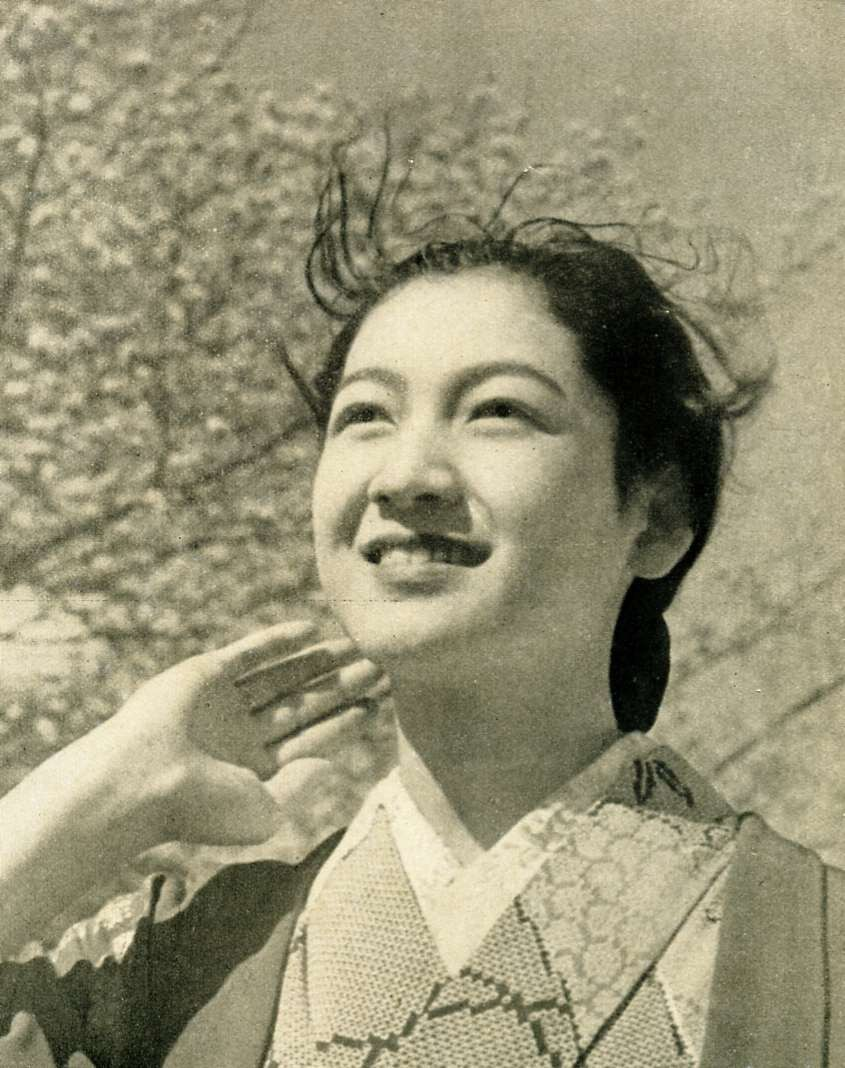
Setsuko Hara (1938)

Hara gjorde mellan 1949 och 1961 sex filmer med regissören Yasujirō Ozu. I Ozus filmer spelar Hara två kvinnliga arketyper, antingen den kyska, självförnekande änkan eller den dygdiga, fadersdyrkande oskulden. I alla sex filmer försöker en man i hennes liv att tvinga henne till giftermål, men hennes karaktär vägrar alltid för att stanna med familjen.
Hennes sista stora film var Chushingura år 1962. Hon drog sig tillbaka från filmbranschen 1963, 43 år gammal.

## Senare liv
Efter att Hara lämnade rampljuset återtog hon sitt födelsenamn, Masae Aida, och hon drog sig tillbaka till Kamakura utanför Tokyo.
Hara gifte sig aldrig och det, i kombination med att hon aldrig blev erotiskt objektifierad i sina filmer, gjorde att hon fick smeknamnet ”Den eviga oskulden” av sina landsmän. Det faktum att regissören Ozu, som hon gjorde flera filmer med, inte heller gifte sig ledde dock till mycket spekulationer. Bland annat spekuleras det om ifall det var Ozus död 1963 som gjorde att hon slutade med skådespeleriet.
Hara själv dog i lunginflammation i september 2015 och den hölls hemlig från media fram till november samma år.

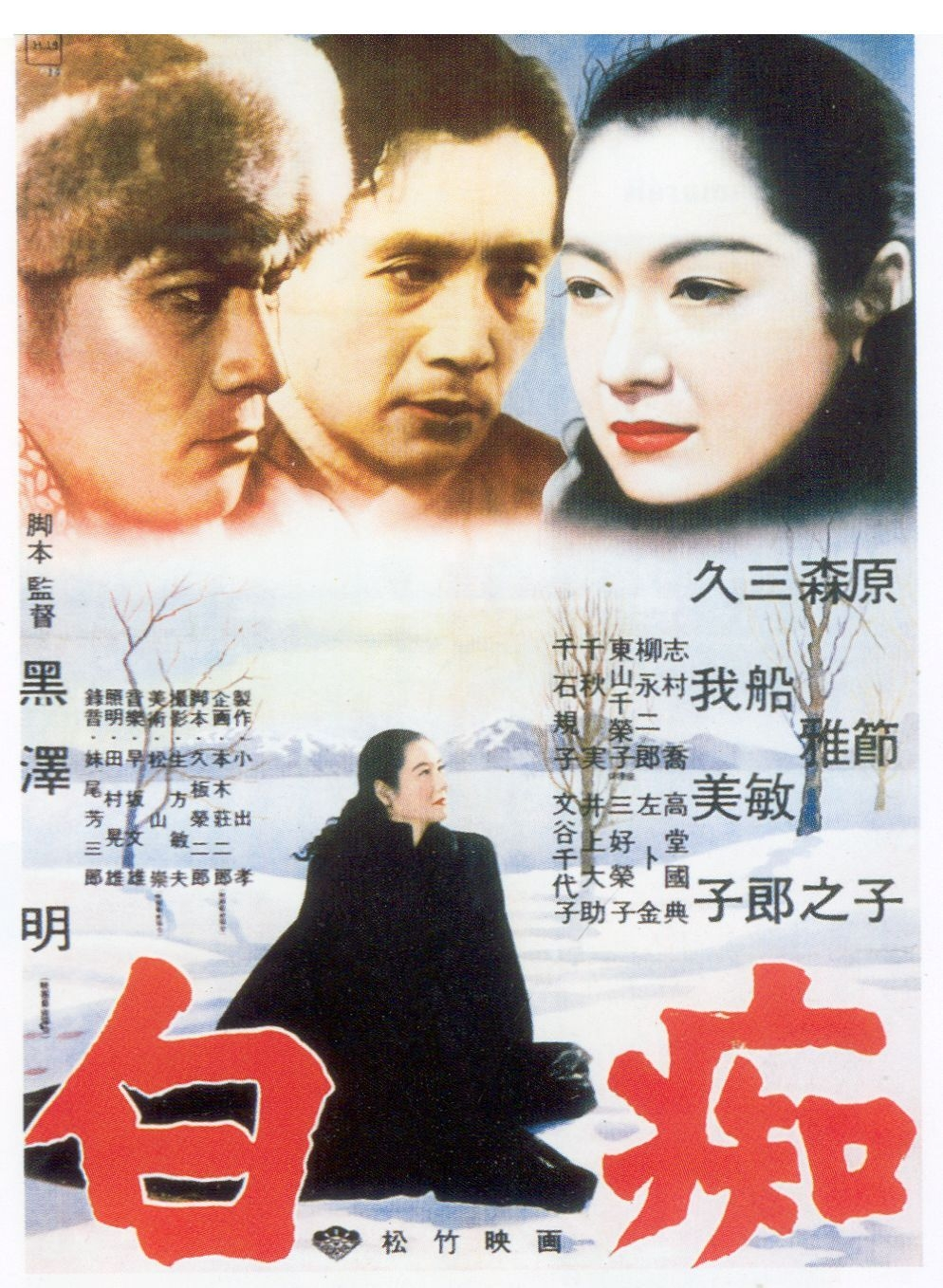
Filmaffisch från 1951 för filmen The Idiot (白痴, Hakuchi) f.v.Toshirō Mifune, Masayuki Mori och Setsuko Hara.

## Filmografi i urval
- Kōchiyama Sōshun (1936)
- The Daughter of the Samurai (1937)
- The Giant (1938)

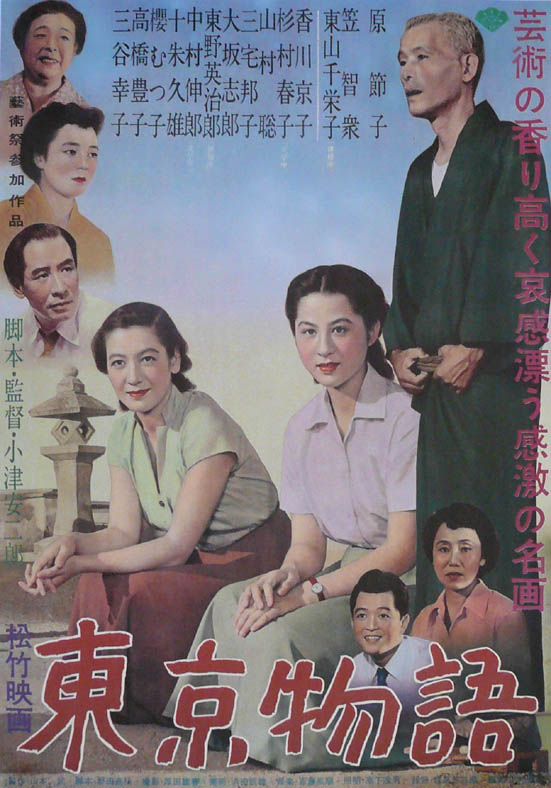
Filmaffisch från 1953 för filmen Föräldrarna (東京物語, Tokyo monogatari)

- The Naval Brigade at Shanghai (1939)
- Totsugu hi made (1940)
- A Story of Leadership (1941)
- Hawai Mare Oki Kaisen (1942)
- Ahen senso aka (1943)
- Toward the Decisive Battle in the Sky (1943)
- Searing Wind (1943)
- Suicide Troops of the Watchtower (1943)
- No Regrets for Our Youth (1946)
- A Ball at the Anjo House (1947)
- Aoi sanmyaku (1949)
- Late Spring (1949) (regi Ozu)
- Shirayuki-sensei to kodomo-tachi (1950)
- The Idiot (1951)
- Repast (1951)
- Early Summer (1951) (regi Ozu)
- Föräldrarna (1953) (regi Ozu)
- Sound of the Mountain (1954)
- Non-chan Kumo ni Noru (1955)
- Shūu (1956)
- Ōban (1957)
- Tokyo Twilight (1957) (regi Ozu)
- A Holiday in Tokyo (1958)
- The Three Treasures (1959)
- Daughters, Wives and a Mother (1960)
- Late Autumn (1960) (regi Ozu)
- The End of Summer (1961) (regi Ozu)
- Chushingura (1962)